# 飛鳥裕
飛鳥 裕（あすか ゆう、3月12日 - ）は、元宝塚歌劇団専科の男役。元月組・雪組組長。
兵庫県西宮市、市立西宮高等学校出身。身長164cm。愛称は「ナガ」。

## 来歴
1974年、宝塚音楽学校入学。
1976年、宝塚歌劇団に62期生として入団。入団時の成績は21番。星組公演「ベルサイユのばらIII」で初舞台。
1977年、雪組に配属。
1990年11月29日付で雪組副組長に就任。
1998年10月1日付で雪組組長に就任。
2012年5月28日付で専科へと異動。
2013年10月7日付で月組へ異動となり、月組組長に就任。
2016年9月5日付で再び専科へ異動となる。
2018年3月25日、花組「ポーの一族」東京公演千秋楽をもって、宝塚歌劇団を退団。
退団後は、宝塚音楽学校に職員として勤務している。

## 宝塚歌劇団時代の主な舞台

### 初舞台
- 1976年3 - 5月、星組『ベルサイユのばらIII』（宝塚大劇場のみ）[4]

### 雪組時代
- 1982年5月・8月、『ジャワの踊り子』新人公演：オースマン（本役：寿ひずる）[10][11][注 1]
- 1983年5月、『うたかたの恋』新人公演：ゼップス[15]（本役：真咲佳子）／『グラン・エレガンス』
- 1983年8月、『ブルー・ジャスミン -砂漠の愛-』ユースフ[16]／『ハッピーエンド物語』
- 1986年2月、『大江山花伝 -燃えつきてこそ-』卜部季武[17]／『スカイ・ハイ・スカイ』
- 1987年3月、『宝塚をどり讃歌』／『サマルカンドの赤いばら』隊長アブー・イスマ[18]
- 1991年4月、『ベルサイユのばら - オスカル・アンドレ編- 』（全国ツアー）ジャルジェ将軍[19]
- 1991年8月、『華麗なるギャツビー』アンソニー・フェイ[20]／『ラバーズ・コンチェルト』
- 1992年3月、『この恋は雲の涯まで』華丁玉[21]
- 1992年10月、『忠臣蔵〜花に散り雪に散り〜』片岡源五右衛門[22]
- 1994年5月、『風と共に去りぬ -スカーレット編-』北軍中尉
- 1994年11月、『雪之丞変化』広海屋／『サジタリウス』
- 1995年5月、『JFK』編集長、オナシス（2役）／『バロック千一夜』
- 1996年2月、『エリザベート -愛と死の輪舞（ロンド）-』グリュンネ伯爵
- 1997年3月、『仮面のロマネスク』ルブラン／『ゴールデン・デイズ』
- 1998年6月、『心中・恋の大和路』（バウホール・東京特別）伊兵衛／忠三郎
- 1999年4月、『再会』モントロン／『ノバ・ボサ・ノバ -盗まれたカルナバル-』ポリス
- 1999年11月、『バッカスと呼ばれた男』オルレアン公爵／『華麗なる千拍子'99』
- 2002年3月、『殉情』（シアタードラマシティ・東京特別）安左衛門
- 2002年5月、『追憶のバルセロナ』アズナワール／『ON THE 5th -ヴィレッジからハーレムまで-』
- 2004年4月、『スサノオ -創国の魁（さきがけ）-』翁／『タカラヅカ・グローリー!』
- 2006年2月、『ベルサイユのばら－オスカル編-』ダグー大佐
- 2006年9月、『堕天使の涙』アントン・ヴェルメ／『タランテラ!』
- 2007年2月、『星影の人』横井良玄／『Joyfull!!Ⅱ』（中日・全国ツアー）
- 2007年5月、『エリザベート -愛と死の輪舞（ロンド）-』グリュンネ伯爵
- 2008年1月、『君を愛してる－Je t'aime－』団長／『ミロワール』
- 2008年5月、『外伝ベルサイユのばら-ジェローデル編-』マロングラッセ／『ミロワール』（全国ツアー）
- 2008年8月、『ソロモンの指輪』／『マリポーサの花』ゴンザレス
- 2009年1月、『忘れ雪』（バウホール・東京特別）鳴海清一郎
- 2009年3月、『風の錦絵』／『ZORRO　仮面のメサイア』アレハンドロ
- 2009年11月、『雪景色』（バウホール・東京特別）佐々木信濃守、太郎兵衛
- 2010年2月、『ソルフェリーノの夜明け』シスター・メーラー／『Carnevale 睡夢』
- 2010年7月、『ロジェ』カウフマン／『ロック・オン!』
- 2010年10月、『はじめて愛した』（ドラマシティ・東京特別）ディディエ
- 2011年1月、『ロミオとジュリエット』モンタギュー卿
- 2011年4月、『黒い瞳』ミロノフ大尉／『ロック・オン!』（全国ツアー）
- 2011年7月、『ハウ・トゥー・サクシード -努力しないで出世する方法-』（梅田芸術劇場）掃除婦
- 2011年9月、『仮面の男』神父／『ROYAL STRAIGHT FLUSH!!』
- 2011年12月、『Samourai（サムライ）』（ドラマシティ・東京特別）モンブラン伯爵
- 2012年3月、『ドン・カルロス』トレド大主教／『Shining Rhythm!』

### 専科時代
- 2012年10 - 12月、雪組『JIN-仁-』 - 緒方洪庵／緒方医師
- 2013年2月、雪組『若き日の唄は忘れじ』（中日劇場） - 石栗弥左衛門
- 2013年7 - 10月、月組『ルパン-ARSÈNE LUPIN-』 - ビクトワール・エルヌモン

### 月組時代
- 2013年11 - 12月、『JIN-仁-』 - 緒方洪庵／緒方医師『Fantastic Energy!』（全国ツアー）
- 2014年1月、『風と共に去りぬ』（梅田芸術劇場） - ジェラルド・オハラ／中尉
- 2014年3 - 6月、『宝塚をどり』『明日への指針 -センチュリー号の航海日誌-』 - コネリー船長『TAKARAZUKA 花詩集100!!』
- 2014年7 - 8月、『宝塚をどり』『明日への指針-センチュリー号の航海日誌-』 - コネリー船長『TAKARAZUKA 花詩集100!!』（博多座）
- 2014年9 - 12月、『PUCK（パック）』 - サー・エドワード・グレイヴィル『CRYSTAL TAKARAZUKA-イメージの結晶-』
- 2015年1 - 2月、『Bandito（バンディート）-義賊 サルヴァトーレ・ジュリアーノ-』（バウホール・日本青年館） - ジュゼッぺ・ディ・ベッラ
- 2015年4 - 7月、『1789-バスティーユの恋人たち-』 - デュ・ピュジェ中尉
- 2015年8月、専科『オイディプス王』（バウホール） - テイレシアス
- 2015年11 - 2016年2月、『舞音-MANON-』 - オーギュスト・ド・ルロワ『GOLDEN JAZZ』
- 2016年3 - 4月、『激情』 - スニーガ『Apasionado（アパショナード）!!III』（全国ツアー）
- 2016年6 - 9月、『NOBUNAGA〈信長〉-下天の夢-』 - フランシスコ・カブラル『Forever LOVE!!』

### 専科時代
- 2018年1 - 3月、花組『ポーの一族』 - カスター先生 退団公演[2]